# 泰州学派
泰州學派，創始人是中國明代學者王泰州（名艮，號心斋），发端於陽明學派，被稱為“左派王學”。

## 特点
其學說的特點是簡單易行，易於啟發市井小民、販夫走卒，極具平民色彩，故流傳甚遠。属明代反映城市平民、农民大众思想情感的儒学流派，故称“平民儒学”。

## 历史
嘉靖五年（1526年）王艮应泰州知府王瑶湖之聘，主讲于安定书院，宣传“百姓日用即道”，開始泰州学派的创立之先河，學生多是社會基層人士，如农夫、樵夫、陶匠、灶丁等。泰州學派以“百姓日用即道”為標揭，闡述“满街都是圣人”，“人人君子”，“尧舜与途人一，圣人与凡人一”，“圣人不曾高，众人不曾低”，“庶人非下，侯王非高”。雖被斥為異端，卻道出小市民的心聲。其門下有朱恕、顏鈞、王襞、羅汝芳、何心隱、李贄、焦竑、周汝登等人。

## 影响
但因過於狂禪，《四庫全書》不收李贄、羅汝芳、顏鈞、何心隱、周汝登等人的著作。黄宗羲《明儒学案》：“泰州之后，其人多能以赤手搏龙蛇，传至颜山农、何心隐一派，遂复非名教之所能羁络矣。”王艮門人輯有《心齋全集》6卷。

## 代表人物
- 王艮
- 颜钧
- 罗汝芳
- 何心隐
- 李贽